# Понта Гроса
Порта Гроса е град в Южна Бразилия в щата Парана. Населението му е 314 681 жители (2009 г.), което го прави 4-ти по население в щата си. Площта му е 2067,6 кв. км. Намира се на 975 м н.в. в часова зона UTC-3, а през лятото часовата зона му е UTC-2. Има голямо славянско население (произхождащо от руснаци, поляци и украинци от началото на 20 век). Градът разполага с 2 университета.